# Stephen Norrington
Stephen Norrington (Londra, 1º gennaio 1964) è un regista ed effettista britannico, conosciuto per aver diretto i film Blade e La leggenda degli uomini straordinari.

## Biografia
Stephen Norrington nasce a Londra nel 1964; prima di esordire come regista, lavora agli effetti speciali di film come Alien.
Nel 1994 debutta come regista del film Death Machine. Nonostante il successo di critica, Norrington acquisterà notorietà soltanto nel 1998 quando dirige Blade, tratto dall'omonimo fumetto della Marvel, interpretato da Wesley Snipes. Il film, che ha dato il via a tutte le altre pellicole dei Marvel Studios, diventa in poco tempo un cult ed incassa molto bene al botteghino, tanto da spingere i produttori a mettere in cantiere un sequel.
Norrington rifiuta comunque la regia del sequel, poi affidata a Guillermo del Toro, per dirigere nel 2001 The Last Minute e nel 2003 La leggenda degli uomini straordinari, tratto dalla graphic novel La Lega degli Straordinari Gentlemen scritta da Alan Moore. Il film è un insuccesso di pubblico e critica e Norrington rivela di non voler più dirigere pellicole.
Nel corso del tempo il regista viene associato ad un paio di progetti che finirà per non dirigere: Ghost Rider (poi affidato a Mark Steven Johnson), Scontro tra titani (poi affidato a Louis Leterrier) e il reboot del personaggio de Il corvo.

## Filmografia
- Death Machine (Death Machine, 1994)
- Blade (Blade, 1998)
- The Last Minute (The Last Minute, 2001)
- La leggenda degli uomini straordinari (The League of Extraordinary Gentlemen, 2003)